# Kajakarstwo na Letnich Igrzyskach Olimpijskich 2012 – K-1 500 m kobiet
K-1 500 metrów kobiet to jedna z konkurencji w kajakarstwie klasycznym rozgrywanych podczas Letnich Igrzysk Olimpijskich 2012. Kajakarki rywalizowały między 7 a 9 sierpnia na torze Dorney Lake.

## Terminarz
Czas UTC+01:00
| Data            | Godzina |            |
| --------------- | ------- | ---------- |
| 7 sierpnia 2012 | 10:07   | Eliminacje |
| 7 sierpnia 2012 | 11:16   | Półfinały  |
| 9 sierpnia 2012 | 10:08   | Finały     |

## Rezultaty

### Eliminacje
Sześć najszybszych zawodniczek z każdego biegu awansuje do półfinału.
Wyniki:
Bieg 1
| Pozycja | Tor | Zawodniczka            | Państwo           | Czas     | Uwagi |
| ------- | --- | ---------------------- | ----------------- | -------- | ----- |
| 1       | 6   | Anne Rikala            | Finlandia         | 1:52.641 | Q     |
| 2       | 4   | Henriette Hansen       | Dania             | 1:52.650 | Q     |
| 3       | 5   | Katrin Wagner-Augustin | Niemcy            | 1:53.438 | Q     |
| 4       | 7   | Carrie Johnson         | Stany Zjednoczone | 1:53.983 | Q     |
| 5       | 2   | Darisleydis Amador     | Kuba              | 1:56.038 | Q     |
| 6       | 3   | Teneale Hatton         | Nowa Zelandia     | 1:56.741 | Q     |
| 7       | 8   | Arezoo Hakimi          | Iran              | 1:58.598 |       |

Bieg 2
| Pozycja | Tor | Zawodniczka           | Państwo           | Czas     | Uwagi |
| ------- | --- | --------------------- | ----------------- | -------- | ----- |
| 1       | 5   | Danuta Kozák          | Węgry             | 1:52.828 | Q     |
| 2       | 6   | Bridgitte Hartley     | Południowa Afryka | 1:53.051 | Q     |
| 3       | 4   | Josefa Idem           | Włochy            | 1:55.619 | Q     |
| 4       | 7   | Juliana Salakowa      | Rosja             | 1:56.621 | Q     |
| 5       | 3   | Émilie Fournel        | Kanada            | 1:58.740 | Q     |
| 6       | 2   | Marharyta Ciszkiewicz | Białoruś          | 2:01.216 | Q     |

Bieg 3
| Pozycja | Tor | Zawodniczka            | Państwo    | Czas     | Uwagi |
| ------- | --- | ---------------------- | ---------- | -------- | ----- |
| 1       | 6   | Sofia Paldanius        | Szwecja    | 1:51.212 | Q     |
| 2       | 4   | Teresa Portela         | Portugalia | 1:51.887 | Q     |
| 3       | 3   | Aneta Konieczna        | Polska     | 1:52.069 | Q     |
| 4       | 5   | Inna Osypenko-Radomska | Ukraina    | 1:52.268 | Q     |
| 5       | 7   | Mira Verås Larsen      | Norwegia   | 1:55.923 | Q     |
| 6       | 2   | Julia Borzowa          | Uzbekistan | 2:03.893 | Q     |

Bieg 4
| Pozycja | Tor | Zawodniczka            | Państwo         | Czas     | Uwagi |
| ------- | --- | ---------------------- | --------------- | -------- | ----- |
| 1       | 6   | Rachel Cawthorn        | Wielka Brytania | 1:53.491 | Q     |
| 2       | 4   | Alana Nicholls         | Australia       | 1:53.823 | Q     |
| 3       | 5   | Natalia Sergejewa      | Kazachstan      | 1:54.445 | Q     |
| 4       | 7   | Geraldine Lee Wei Ling | Singapur        | 2:01.037 | Q     |
| 5       | 3   | Špela Ponomarenko      | Słowenia        | 2:01.520 | Q     |
| 6       | 2   | Afef Ben Ismail        | Tunezja         | 2:07.705 | Q     |

### Półfinały
Dwie najszybsze zawodniczki z każdego półfinału i 2 najlepsze z trzecich miejsc awansują do finału A. Najwolniejsza z trzeciego miejsca, zawodniczki z czwartego i piątego miejsca oraz najszybsza z szóstego miejsca awansują do finału B.
Wyniki:
Półfinał 1
| Pozycja | Tor | Zawodniczka            | Państwo           | Czas     | Uwagi |
| ------- | --- | ---------------------- | ----------------- | -------- | ----- |
| 1       | 6   | Bridgitte Hartley      | Południowa Afryka | 1:51.286 | Q     |
| 2       | 3   | Inna Osypenko-Radomska | Ukraina           | 1:51.515 | Q     |
| 3       | 5   | Anne Rikala            | Finlandia         | 1:51.852 | q     |
| 4       | 7   | Aneta Konieczna        | Polska            | 1:52.193 |       |
| 5       | 4   | Alana Nicholls         | Australia         | 1:52.224 |       |
| 6       | 1   | Émilie Fournel         | Kanada            | 1:54.120 |       |
| 7       | 2   | Darisleydis Amador     | Kuba              | 1:58.762 |       |
| 8       | 8   | Afef Ben Ismail        | Tunezja           | 2:15.362 |       |

Półfinał 2
| Pozycja | Tor | Zawodniczka            | Państwo       | Czas     | Uwagi |
| ------- | --- | ---------------------- | ------------- | -------- | ----- |
| 1       | 5   | Danuta Kozák           | Węgry         | 1:50.469 | Q     |
| 2       | 4   | Henriette Hansen       | Dania         | 1:51.929 | Q     |
| 3       | 6   | Sofia Paldanius        | Szwecja       | 1:51.945 | q     |
| 4       | 7   | Natalia Sergejewa      | Kazachstan    | 1:53.888 |       |
| 5       | 8   | Teneale Hatton         | Nowa Zelandia | 1:54.504 |       |
| 6       | 2   | Mira Verås Larsen      | Norwegia      | 1:57.354 |       |
| 7       | 3   | Geraldine Lee Wei Ling | Singapur      | 2:01.516 |       |
| –       | 1   | Marharyta Ciszkiewicz  | Białoruś      |          | DSQ   |

Półfinał 3
| Pozycja | Tor | Zawodniczka            | Państwo           | Czas     | Uwagi |
| ------- | --- | ---------------------- | ----------------- | -------- | ----- |
| 1       | 7   | Josefa Idem            | Włochy            | 1:52.232 | Q     |
| 2       | 5   | Rachel Cawthorn        | Wielka Brytania   | 1:52.542 | Q     |
| 3       | 6   | Teresa Portela         | Portugalia        | 1:53.064 |       |
| 4       | 4   | Katrin Wagner-Augustin | Niemcy            | 1:53.241 |       |
| 5       | 8   | Špela Ponomarenko      | Słowenia          | 1:53.341 |       |
| 6       | 2   | Carrie Johnson         | Stany Zjednoczone | 1:54.628 |       |
| 7       | 3   | Juliana Salakowa       | Rosja             | 1:57.761 |       |
| 8       | 1   | Julia Borzowa          | Uzbekistan        | 2:00.584 |       |

### Finały
Wyniki:

#### Finał B
| Pozycja | Tor | Zawodniczka            | Państwo       | Czas     | Uwagi |
| ------- | --- | ---------------------- | ------------- | -------- | ----- |
| 1       | 7   | Katrin Wagner-Augustin | Niemcy        | 1:52.402 |       |
| 2       | 6   | Aneta Konieczna        | Polska        | 1:53.356 |       |
| 3       | 5   | Teresa Portela         | Portugalia    | 1:53.597 |       |
| 4       | 3   | Špela Ponomarenko      | Słowenia      | 1:53.718 |       |
| 5       | 4   | Natalia Sergejewa      | Kazachstan    | 1:54.707 |       |
| 6       | 1   | Émilie Fournel         | Kanada        | 1:56.058 |       |
| 7       | 8   | Teneale Hatton         | Nowa Zelandia | 1:56.103 |       |
| 8       | 2   | Alana Nicholls         | Australia     | 1:59.033 |       |

#### Finał A
| Pozycja | Tor | Zawodniczka            | Państwo           | Czas     | Uwagi |
| ------- | --- | ---------------------- | ----------------- | -------- | ----- |
| złoto   | 6   | Danuta Kozák           | Węgry             | 1:51.456 |       |
| srebro  | 2   | Inna Osypenko-Radomska | Ukraina           | 1:52.685 |       |
| brąz    | 5   | Bridgitte Hartley      | Południowa Afryka | 1:52.923 |       |
| 4       | 8   | Sofia Paldanius        | Szwecja           | 1:53.197 |       |
| 5       | 4   | Josefa Idem            | Włochy            | 1:53.223 |       |
| 6       | 7   | Rachel Cawthorn        | Wielka Brytania   | 1:53.345 |       |
| 7       | 3   | Henriette Hansen       | Dania             | 1:54.110 |       |
| 8       | 1   | Anne Rikala            | Finlandia         | 1:54.333 |       |